# Tom Smeekens
Tom Smeekens is een personage uit de Vlaamse misdaadreeks Aspe. Het personage debuteerde halverwege het zevende seizoen van de serie en wordt vertolkt door Adriaan Van den Hoof.
Smeekens komt niet voor in de gelijknamige boekenreeks.

## Verhaallijn
Tom Smeekens maakt zijn intrede als medewerker van de Computer Crime Unit van de Brugse politie. Hij wordt door zijn vroegere schoolkameraad Mitch Dedecker gevraagd om hem bij te staan in een onderzoek. Na de plotse dood van Mitch in diezelfde aflevering, neemt Smeekens zijn plaats in het team van Van In in.
Smeekens moet een duo vormen met de om Mitch rouwende Carine Neels en dat blijkt geen evidentie, want Neels heeft een bloedhekel aan zijn soms kinderachtige houding. Na het vertrek van Neels krijgt Smeekens een nieuwe vrouwelijke partner: Jelle Cockx. Ook van harentwege kan hij maar op weinig sympathie rekenen, terwijl hijzelf stapelverliefd op haar wordt. De liefde blijft onbeantwoord en Cockx laat meermaals blijken dat ze absoluut geen interesse in hem heeft. Wanneer hij echter gewond raakt bij een bomaanslag en een tijdje tussen leven en dood zweeft, blijft Cockx nachtenlang aan zijn ziekenhuisbed waken.
Na een lange recuperatieperiode gaat Tom weer aan de slag. Al snel merkt hij dat hij zich niet meer goed voelt bij zijn werk als politieman. Op aanraden van zijn collega's gaat hij in behandeling bij politiepsychologe Linde Swaegers. Na afloop van zijn behandeling begint hij een relatie met Linde, terwijl hij zichtbaar geniet van Jelles opstekende jaloezie. Rond diezelfde tijd krijgt hij een aanbieding om voor de Staatsveiligheid te gaan werken. Hij zou de job graag met beide handen aannemen, maar heeft angst voor de reactie van zijn collega's, die hij intussen als zijn beste vrienden beschouwt. Wanneer Jelle wordt neergeschoten maar wonderbaarlijk de aanslag overleeft, belandt ze in het ziekenhuis. Tom zit op elk vrij moment naast haar bed, en negeert de oproepen van Linde. Wanneer Jelle Tom het nieuws vertelt dat haar nieren kapot zijn en de dialyse niet aanslaat, zit Smeekens met het idee zijn nier af te staan om haar te redden. Jelle gaat hier in eerste instantie niet mee akkoord, maar laat hem later toch weten dat ze zijn voorstel aanvaardt, waarop hij haar kust. Wanneer Tom klaarstaat om geopereerd te worden, wordt Jelle met spoed buitengebracht. Later krijgt het team te horen dat ze gestorven is, maar op het laatste moment zeker weten aan iemand dacht die ze heel erg graag zag. Tom is hier kapot van, en beslist na de begrafenis om met zijn werk bij de LOD Brugge te stoppen wegens zijn verdriet om Jelle.

## Trivia
- Adriaan Van den Hoof werd door hoofdrolspeler Herbert Flack zelf aangebracht als nieuwe vaste acteur voor de politiereeks. De twee waren goede vrienden geworden nadat Flack te gast was in De Andy Show, een praatprogramma dat Van den Hoof toentertijd presenteerde.